# Krueng Juli Barat
Krueng Juli Barat is een bestuurslaag in het regentschap Bireuen van de provincie Atjeh, Indonesië. Krueng Juli Barat telt 929 inwoners (volkstelling 2010).